# Союз (антарктическая станция)
Союз — бывшая советская сезонная антарктическая станция.

## История
Была открыта как полевая база 3 декабря 1982 года на берегу озера Бибер. Станция располагалась на высоте 336 м в 260 км от залива Прюдс и предназначалась для проведения геолого-геофизических исследований в горах Принс-Чарльз в летний период. Основной состав базы в 1987 году насчитывал 33 человека.
Метеорологические наблюдения на станции проводились нерегулярно и использовались в основном для нужд авиации. Средняя температура января составляет −3,1 °C.
Станция Союз была закрыта 28 февраля 1989 года. С 2007 года планировалось возобновить некоторые работы на станции, однако планы не приведены в исполнение.